# Álvur Kirke
Álvur Kirke (født 29. juli 1939 i Vágur, død oktober 2022) var en færøsk værftsarbejder og politiker (MF). Han arbejdede på værftet i Tórshavn fra 1972. Han var med til at stifte det kristendemokratiske partiet Miðflokkurin i 1992, og sad i partiets ledelse indtil 2004. Kirke var desuden partiformand fra 1992 til 1994, og igen fra 1999 til 2001, begge gange efterfulgt af Jenis av Rana. Kirke var kandidat til Lagtinget i 1994, 1998, 2002, 2004 og 2008 i Suðurstreymoy. Han var 1. suppleant til Lagtinget fra 1998 til 2002, og mødte i kortere perioder for Jenis av Rana.